# Play In Challenger Lille 2021
Il Play In Challenger 2021  era un torneo maschile di tennis giocato su campi in cemento indoor. È stata la terza edizione del torneo e faceva parte dell'ATP Challenger Tour 2021 nella categoria Challenger 90.. Si è svolto al Tennis Club Lillois Lille Metropole (TCLLM) di Lilla, in Francia, tra il 22 e il 28 marzo 2021.

## Partecipanti

### Teste di serie
| Nazionalità | Giocatore           | Ranking* | Testa di serie |
| ----------- | ------------------- | -------- | -------------- |
| Francia     | Grégoire Barrère    | 116      | 1              |
| Francia     | Benjamin Bonzi      | 126      | 2              |
| Francia     | Arthur Rinderknech  | 127      | 3              |
| Francia     | Antoine Hoang       | 131      | 4              |
| Germania    | Oscar Otte          | 153      | 5              |
| Francia     | Alexandre Müller    | 197      | 6              |
| Germania    | Maximilian Marterer | 209      | 7              |
| Francia     | Quentin Halys       | 212      | 8              |

* Ranking all'15 marzo 2021.

### Altri partecipanti
I seguenti giocatori hanno ricevuto una wild card per il tabellone principale:
- Arthur Cazaux
- Evan Furness
- Lilian Marmousez

Il seguente giocatore è entrato in tabellone come Alternate:
- Maxime Hamou

I seguenti giocatori sono passati dalle qualificazioni:
- Matteo Martineau
- Zizou Bergs
- Baptiste Crepatte
- Jurgen Briand

## Punti e montepremi
| Torneo    | Torneo              | V     | F     | SF    | QF    | 2T    | 1T  | Q | Q2  | Q1  |
| Singolare | Punti               | 90    | 55    | 33    | 17    | 8     | 0   | 5 | 2   | 0   |
| Singolare | Premi in denaro (€) | 9 200 | 5 400 | 3 250 | 1 850 | 1 110 | 660 | – | 330 | 165 |
| Doppio    | Punti               | 90    | 55    | 33    | 17    | –     | 0   | – | –   | –   |
| Doppio    | Premi in denaro €   | 3 950 | 2 350 | 1 380 | 850   | –     | 460 | – | –   | –   |

## Campioni

### Singolare
In finale  Zizou Bergs ha sconfitto  Grégoire Barrère con il punteggio di 4–6, 6–1, 7–6(5)

### Doppio
In finale  Benjamin Bonzi /  Antoine Hoang hanno sconfitto  Dan Added /  Michael Geerts con il punteggio di 6–3, 6–1.